# Marie Tajovská
Marie Tajovská (* 15. října 1942) byla česká a československá politička a bezpartijní poslankyně Sněmovny lidu Federálního shromáždění za normalizace.

## Biografie
K roku 1981 se profesně uvádí jako úseková agronomka. Ve volbách roku 1981 zasedla do Sněmovny lidu (volební obvod č. 90 - Blansko, Jihomoravský kraj). Mandát obhájila ve volbách roku 1986 (obvod Blansko). Ve Federálním shromáždění setrvala do ledna 1990, kdy rezignovala v rámci procesu kooptací do Federálního shromáždění po sametové revoluci.